# Döhlen (Probstzella)
Döhlen ist ein Ortsteil von Probstzella im Landkreis Saalfeld-Rudolstadt in Thüringen.

## Geografie
Döhlen liegt nördlich von Probstzella und westlich einen Kilometer von der Bundesstraße 85 entfernt. Das Dorf erreicht man über die Kreisstraße 159. Die Gemarkung des Ortes mit 194 ha befindet sich auf Flächen der Thüringer Schiefergebirges. Die Flur des Weilers ist kupiert und mit Wald durchsetzt. Das Dorf befindet sich in einem Seitental der Loquitz. In ihm fließt der Dorfbach. Die mittlere Höhenlage beträgt 340 Meter über NN.

## Geschichte
Die urkundliche Ersterwähnung fand am 5. Januar 1380 statt. Im 12. Jahrhundert begann in diesem Gebiet die Urbarmachung. Das angelegte Dorf gehörte den Grafen zu Schwarzburg-Leutenberg, später übernahmen es die Herren von Lengefeld mit Sitz in Schweinbach. 1747 erwarb die fürstliche Kammer von Schwarzburg-Rudolstadt zwei Güter in Laasen und Döhlen von der Familie Lengefeld für 12.000 Gulden. Am Hang des Kirchberges steht eine kleine Kirche. 1863 wohnten im Dorf acht Bauernfamilien. Der Ort im Leutenberger Gebiet gehörte 1918 zur Oberherrschaft des Fürstentums Schwarzburg-Rudolstadt.
Heute leben 66 Personen in Döhlen.